# IV. János moldvai fejedelem
IV. János vagy Podkowa János (? – 1578. június 26.) moldvai fejedelem 1577-ben.
Kozák származású volt. Megbuktatta V. Pétert, de nemsokára Báthory István lengyel király Lwówban kegyetlenül lefejeztette.